# Karwosieki-Noskowice
Karwosieki-Noskowice – wieś sołecka  w Polsce położona w województwie mazowieckim, w powiecie płockim, w gminie Brudzeń Duży.
W latach 1975–1998 miejscowość administracyjnie należała do województwa płockiego.
Po 1945, w budynku dawnego dworku mieściła się szkoła podstawowa, w latach 70. XX wieku była szkołą ośmioklasową. Uczęszczały do niej dzieci m.in. z Karwosiek i Łukoszyna. W budynku szkolnym wyświetlane były filmy przez kino objazdowe. Obecnie szkoła już nie istnieje. Budynek zachował się.